# Yu Tokisaki
Yu Tokisaki (時崎 悠 Tokisaki Yu?), född 15 juni 1979 i Fukushima prefektur, är en japansk före detta fotbollsspelare.
Tokisaki började sin karriär 1998 i Bellmare Hiratsuka (Shonan Bellmare). 2005 flyttade han till Mito HollyHock. Efter Mito HollyHock spelade han för Fukushima United FC. Han avslutade karriären 2011.